# Eucereon archias
Eucereon archias là một loài bướm đêm thuộc phân họ Arctiinae, họ Erebidae.